# Laurent Lafforgue

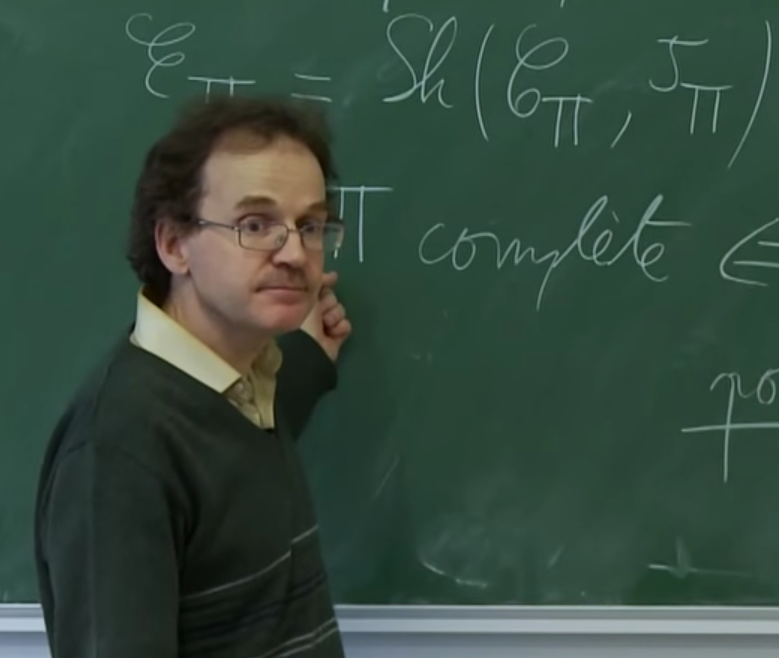
Lafforgue durante una lezione

Laurent Lafforgue (Antony, 6 novembre 1966) è un matematico francese.

## Biografia
Allievo della École normale supérieure de la rue d'Ulm, svolge la sua tesi sotto la direzione di Gérard Laumon nel gruppo di aritmetica e geometria algebrica del Laboratorio dei matematici d'Orsay dell'Università Paris-Sud (Paris XI). In questo laboratorio lavora come ricercatore, divenendo poi direttore di ricerca presso il Centre national de la recherche scientifique.
Nel 2000 riceve, insieme ad Alain Connes, il Clay Research Award. Inoltre dal 2000, è professore di matematica all'Institut des hautes études scientifiques (IHES) a Bures-sur-Yvette (Francia).
Nel 2002, riceve, con Vladimir Voevodsky, la Medaglia Fields durante il 24º Congresso internazionale di matematica (svoltosi a Pechino, Cina). Dà un contributo fondamentale nel campo della teoria dei numeri e della geometria algebrica, dimostrando parte delle cosiddette congetture di Langlands, che collegano la teoria dei numeri e la teoria di rappresentazione dei gruppi.
Il matematico ucraino Vladimir Drinfeld aveva in precedenza studiato il caso del gruppo generale lineare di due variabili sul corpo delle funzioni che rappresentano curve con caratteristica positiva.
Generalizzando il metodo di Drinfeld, Laurent Lafforgue studia il caso dei gruppi lineari in un numero qualunque di variabili sullo stesso corpo di funzioni.
Laurent Lafforgue è membro dell'Académie des sciences, sezione di matematica, dal 18 novembre 2003.
Cattolico, non si è mai sposato.

## Attività educative e pedagogiche
Nel 2004, Laurent Lafforgue comincia ad interessarsi al sistema educativo francese e si avvicina al collettivo Sauver les lettres. Firma, insieme ad Alain Connes e ad altri studiosi, il testo Les savoirs fondamentaux au service de l'avenir scientifique et technique : comment les réenseigner ("I saperi fondamentali al servizio dell'avvenire scientifico e tecnico: come insegnarli"); in esso gli autori esprimono il loro punto di vista sull'insegnamento della matematica e del francese nella scuola primaria. Gli autori discutono del calcolo e affermano che le conoscenze che gli alunni padroneggeranno al termine del percorso della scuola primaria addestreranno loro ad un uso concreto degli stessi. Nell'apprendere il calcolo, si deve procedere con "gradualità", partendo dal semplice per poi arrivare al più complesso; lo sviluppo della matematica è in parte basato infatti sul bisogno di sistematizzazione della mente umana.
Nominato dal presidente della Repubblica Francese Jacques Chirac membro dell'Haut Conseil de l'Education (HCE), creato dalla legge Fillon, già il 21 novembre 2005, dopo la prima riunione di lavoro si è dimesso dalla carica, a causa di contrasti con il presidente dell'HCE. Secondo Laurent Lafforgue, il motivo principale di contrasto sarebbe stato un dossier in cui egli esprimeva criticamente le sue perplessità circa la preparazione degli esperti del Ministero dell'Educazione Nazionale Francese per condurre a buon fine il lavoro dell'HCE. Successivamente, il 2 marzo 2006, Lafforgue è stato sostituito da Antoine Compagnon, professore all'Università Paris-IV Sorbonne.